# Anne Wis

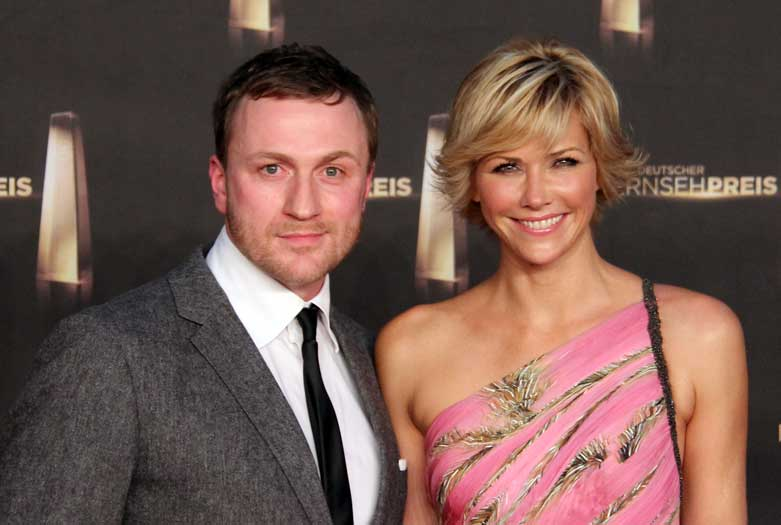
Anne Wis (mit Florian Reiners) beim Deutschen Fernsehpreis 2012

Anne Wis, eigentlich Anne Wischnitzki (* 1. September 1976 in Ost-Berlin), ist ein deutsches Model und Schauspielerin. Sie zog 1984 nach West-Berlin und legte 1996 am Askanischen Gymnasium ihr Abitur ab. Danach arbeitete sie als Model. Bekannt wurde sie durch zahlreiche Werbekampagnen als das Gesicht von Nivea.

## Leben
2005 begann sie eine Ausbildung zur Schauspielerin. Von 2008 bis 2009 und für wenige Episoden, welche im Jahr 2010 ausgestrahlt wurden, war sie in der ARD-Vorabendserie Verbotene Liebe in der Rolle der Stella Mann zu sehen.